# Jarama
De Jarama is een rivier in het midden van Spanje. Hij stroomt van noord naar zuid en passeert ten oosten van Madrid. In een zijrivier van de Jarama, de Lozoya, is de El Atazar Dam gebouwd. De Jarama mondt uit in de Taag bij Aranjuez. De rivier Manzanares is een zijrivier van de Jarama.

## Veldslagen
Tijdens de Spaanse Burgeroorlog zijn bij Paracuellos del Jarama 1000 (andere bronnen spreken over 2000) nationalistische gevangenen vermoord door republikeinse milities gedurende de Slag van Madrid (8-9 november, 1936). Men verschilt van mening of Santiago Carrillo, de communistische leider in Madrid, het bevel tot executie gaf of niet, hoewel ze zijn gepleegd onder zijn bevel. Hij heeft in verschillende interviews zijn betrokkenheid ontkend.
De Jarama was ook het decor van de hevige gevechten tijdens de Slag van Jarama in 1937. Nationalistische strijdkrachten staken de rivier over in een poging om de belangrijkste weg tussen Madrid en Valencia af te snijden om zo de republikeinse hoofdstad te isoleren. De nationalisten, geleid door het Spaanse Vreemdelingenlegioen en Marokkaanse soldaten (Regulares) van het Spaans-Afrikaanse leger stonden tegenover strijdkrachten van de republiek waaronder de 15e Internationale Brigade. In de 15e brigade zaten vrijwilligers van zowel een Brits bataljon als vrijwilligers van de Amerikaanse Abraham Lincoln Brigade. Ondanks zware verliezen (meer dan 270 Britten van de 600) werden de nationalisten gestopt kort voor hun doel. Daarna volgde een loopgravenoorlog waarna het front stabiliseerde. De slag kostte in totaal, voor beide zijden dus, ongeveer 45.000 mensen het leven.

## Fictief gebruik
El Jarama is een roman van Rafael Sánchez Ferlosio over jongeren uit Madrid die voor een picknick samen kwamen bij de rivier. Zijn realistische verhaallijn inspireerde andere Spaanse romanschrijvers.

## Andere betekenissen
Het Circuito Permanente Del Jarama is de belangrijkste racebaan van Madrid. Voor de bouw van het veiligere Circuit de Catalunya, Montjuïc en Circuito Permanente de Jerez werden er 9 Formule 1 races en verschillende MotoGP races gehouden. ook komt het circuit voor in de populaire race game Race Driver GRID.